# Seikantunnelen
Seikantunnelen er verdens næstlængste jernbanetunnel med en længde på 53,85 kilometer. Tunnelen går 240 meter under havets overflade og 100 meter under bunden af Tsugarustrædet mellem Tsugaru-halvøen i Aomori-præfekturet på Japans hovedø, Honshū, og Matsumae-halvøen på øen Hokkaidō.
Tunnelen blev påbegyndt i juni 1972 og stod færdigbygget i 1983. Konstruktionsarbejdet kostede i alt 66 menneskeliv. Den første prøvekørsel fandt først sted den 13. marts 1988.
Selvom det indtil 2016 var den længste trafiktunnel (jernbane eller vej) i verden, har billigere flyrejser gjort, at Seikantunnelen bruges mindre. Dens krav på rekorden forsvandt, da Gotthard Basistunnelen, en anden jernbanetunnel, blev færdig i 2016.

## Historie
At forbinde Honshū og Hokkaidō var noget, man havde overvejet siden Taishō perioden (1912-1925), men seriøse undersøgelser begyndte først i 1946, på grund af tabet af territorier efter 2. verdenskrig og behovet for at genhuse folk som returnerede fra disse territorier. I 1954 sank 5 færger inklusive Toya Maru under en tyfon, hvorved 1.430 mennesker mistede livet. Det følgende år satte de japanske statsbaner, JNR, fart på tunnel-undersøgelserne.
| Tidslinie          | Tidslinie                                               |
| ------------------ | ------------------------------------------------------- |
| 24. april 1946     | Geologiske undersøgelser indledes                       |
| 26. september 1954 | Toya Maru synker i Tsugaru-strædet                      |
| 23. marts 1964     | Japan Railway Construction Public Corporation etableret |
| 28. september 1971 | Hovedtunnel konstruktionen indledes                     |
| 27. januar 1983    | Pilot tunnel - hul igennem                              |
| 10. marts 1985     | Hovedtunnel - hul igennem                               |
| 13. marts 1988     | Tunnelen åbnes                                          |
| Kilde:             |                                                         |

En anden overvejelse var den voksende trafik mellem de to øer. En blomstrende økonomi så trafik-niveauer på den JNR-drevne Seikan-færge fordoblet til 4.040.000 personer/år fra 1955 til 1965, og godsmængder voksede 1,7 gange til 6.240.000 tons/år. I 1971 forudså trafikfremskrivninger, at trafikken ville vokse så meget, at den ville overskride kapaciteten ved færgelejet, som var begrænset af geografiske forhold. I september 1971 blev beslutningen taget om at begynde arbejdet med tunnelen. Et Shinkansen-kapabelt krydssnit blev lagt, med planer om at udvide Shinkansen netværket

## Konstruktion
De første geologiske undersøgelser fandt sted mellem 1946 og 1963, og omfattede: boring i havbunden, soniske undersøgelser, undervandsboringer, observationer ved hjælp af mini-ubåd, og seismiske og magnetiske undersøgelser. Men for at få en større forståelse af hvad man havde med at gøre, blev der foretaget horisontale pilot boringer, i både service og pilot tunnelerne.
Tunnelkonstruktionen begyndte samtidig fra både den nordlige og den sydlige ende. Afsnittende på tørt land blev tacklet med traditionelle bjergtunnel-teknikker, med en enkelt hovedtunnel. Men for de 23,3 km. som var under vandet, blev der lavet tre boringer med forskellig diametre: en første pilot tunnel, en service tunnel, og endelig hovedtunnelen. Servicetunnelen blev periodevis forbundet med hovedtunnelen med en serie af forbindende rør, i 600 til 1.000 m. intervaller. Pilottunnelen tjente som servicetunnel for det 5 km. lange center stykke.
Brugen af en tunnelboremaskine (TBM) under Tsugaru-strædet blev aflyst efter mindre end 2 km. på grund af klippens varierende beskaffenhed og besvær med at komme ind til fronten for at tage avancerede injektionsmetoder i anvendelse. Sprængning med dynamit og mekanisk hakning blev herefter brugt.